# Rougeotiana
Rougeotiana là một chi bướm đêm thuộc họ Erebidae.